# Zygothrica bilinefilia
Zygothrica bilinefilia är en tvåvingeart som beskrevs av David Grimaldi 1987. Zygothrica bilinefilia ingår i släktet Zygothrica och familjen daggflugor. Inga underarter finns listade i Catalogue of Life.